# Ayojapa Dos
Ayojapa Dos är en ort i Mexiko.   Den ligger i kommunen Zongolica och delstaten Veracruz, i den sydöstra delen av landet, 240 km öster om huvudstaden Mexico City. Ayojapa Dos ligger 916 meter över havet och antalet invånare är 167.
Terrängen runt Ayojapa Dos är kuperad åt nordväst, men åt sydost är den bergig. Runt Ayojapa Dos är det ganska tätbefolkat, med 222 invånare per kvadratkilometer. Närmaste större samhälle är Córdoba, 19,7 km norr om Ayojapa Dos. I omgivningarna runt Ayojapa Dos växer i huvudsak städsegrön lövskog.